# Masia del Pla de la Banyeta
La Masia del Pla de la Banyeta és una obra de Palol de Revardit (Pla de l'Estany) inclosa a l'Inventari del Patrimoni Arquitectònic de Catalunya.

## Descripció
Construcció de planta rectangular, tipus basilical, desenvolupada en planta baixa, pis i una tercera planta en la seva crugia central. La coberta és de teula àrab a dues vessant. Les parets estructurals són de pedra i morter de calç amb carreus bisellats i els ampits són de pedra emmotllurada. La banda esquerra de la façana principal presenta un portal tapiat.

## Història
La casa es troba emplaçada al costat de l'antic camí de Girona a Banyoles. A la llinda de la porta es pot veure cisellada la data de l'any 1635 i en una finestra del primer pis l'any 1640.